# 1248 Jugurtha
1248 Jugurtha је астероид главног астероидног појаса са средњом удаљеношћу од Сунца која износи 2,720 астрономских јединица (АЈ).
Апсолутна магнитуда астероида је 9,7 а геометријски албедо 0,084.